# زاوية أدوز
زاوية أدوز قرية تقع بالريف بإقليم الحسيمة شمال المغرب.

## تاريخ
يعود زمن تأسيس القرية إلى العهد المريني على يد السلطان الأكحل، ومنذ ذلك التاريخ وهي تقوم بدورها الإشعاعي في المجالين الديني والعلمي حيث كان الطلبة يفدون إليها من جميع مناطق الريف قصد حفظ القرآن وتعلم التجويد والقراءات وجميع العلوم الشرعية المختلفة، وقد كانت لهذه الزاوية مساهمة كبيرة في الحفاظ على الأصالة الريفية والهوية المغربيتين وشكلت قلعة منيعة في وجه الاستعمار، ونظرا لما قامت به من جليل الأعمال فقد حظيت برعاية ملوك المغرب قبل سلالة العلويين الذين تعاقبوا على العرش المغربي، فأصدرت في هذا الشأن عدة ظهائر توقيرية شريفة يحتفظ أهل الزاوية بأغلبها، ويعد ظهير أحمد المنصور السعدي أقدم ما يحتفظون به، وبعد الاطلاع عليه رأيناه بشير إلى ظهائر أسلافه بقوله: «جردنا لهم – يقصد أهل زاوية أدوز – حكم ما بأيديتنا من ظهائر أسلافنا الكرام قدس الله أرواحهم» وهذا يدل على أن هناك ظهائر سابقة على العهد السعدي والقارئ لهذه الظهائر يلاحظ المكانة السامية التي كانت تتمتع بها هذه الزاوية وأتباعها ومريديها، فأغلبها – إن لم نقل كلها – لا يكاد يخلو من عبارات التوقير والاحترام، والتعظيم والإكرام، والحمل على كاهل المبرة والإنعام، والرعي الجميل المستدام، مع إبقائهم على عاداتهم المعروفة، وطريقتهم المألوفة، وتحذير كل من يخرق عليهم عادة، أو يحدث في أمرهم نقصا أو زيادة بأشد العقوبات، ومما زاد في شرف هذه الزاوية وجود قبر الولي الصالح المشهور بـ سيدي الحاج حسون، ولذا نجد مجموعة من الظهائر توصي العمال والولاة بحفدة الحاج حسون خيرا.